# Matías Jalaf

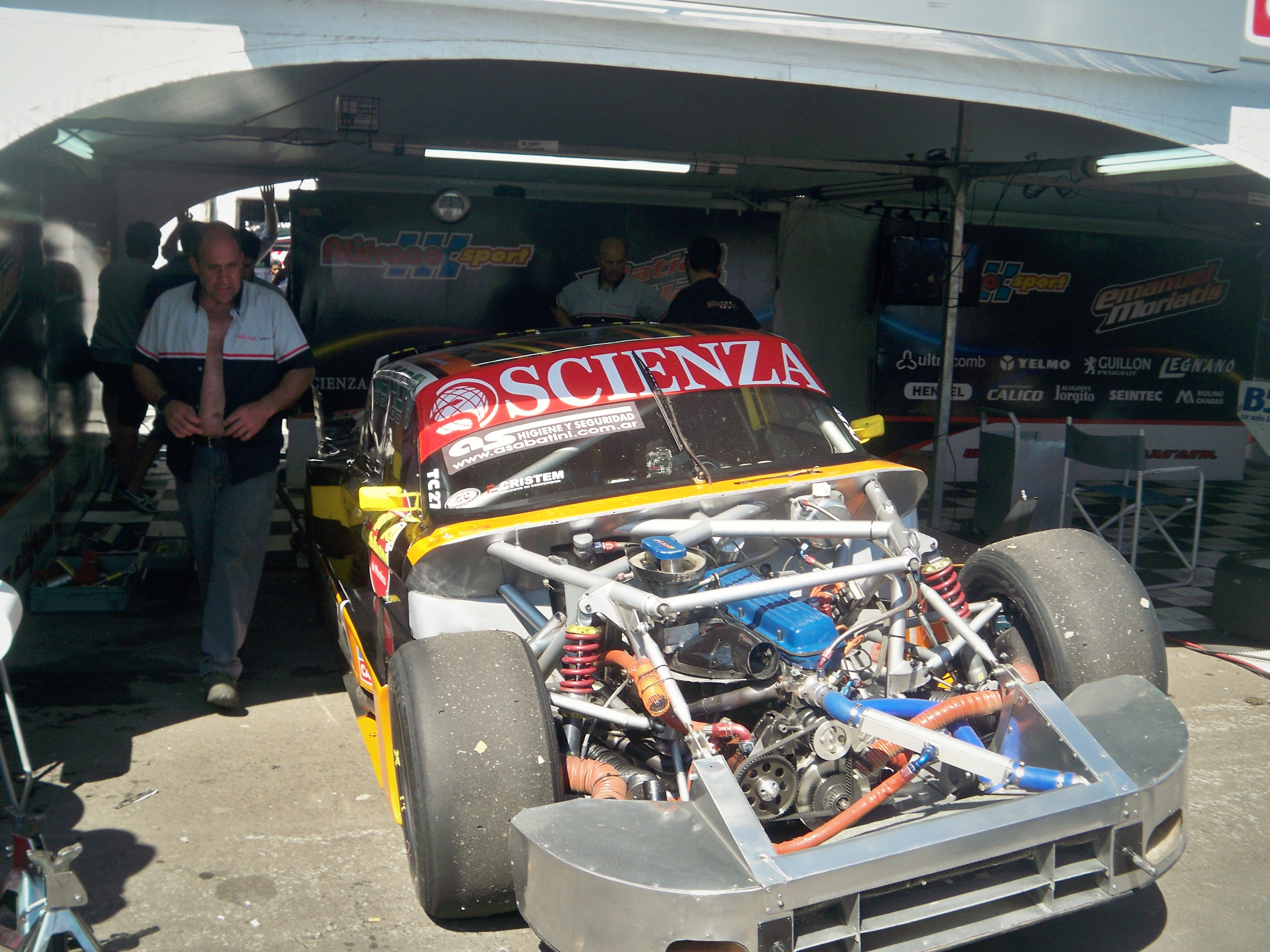
Falcon de Jalaf de 2013.

Matías Luis Jalaf (7 de septiembre de 1984 - Ciudad de Mendoza, Provincia homónima) es un piloto argentino de automovilismo de velocidad. Compitió en categorías como el Turismo Carretera, el Top Race y la Fórmula Renault Argentina. A lo largo de su carrera obtuvo dos subcampeonatos en 2003 en la Fórmula Renault Argentina y en 2004 en el TC Mouras, llamado en ese entonces TC Pista B. Por esta distinción, Jalaf conseguiría ascender al Turismo Carretera en 2005 donde se destacó por ser defensor de la marca Ford.
También en 2011, tuvo una participación en el Top Race V6 con un Mercedes-Benz Clase C del equipo Crespi Competición.
En el 2009 y 2012 Matías logró entrar en la Copa de Oro Río Uruguay Seguros.
En el año 2015, anunció por primera vez un cambio de marca al pasar a competir con un Torino Cherokee dentro de la escudería de Julio Catalán Magni. Tras esa temporada, en 2016 anunció su pase a la escudería Indecar Racing, con la cual continuó compitiendo con la marca Torino. En el año 2018, anunció su continuidad en el equipo Indecar pero retornando a la marca Ford.

## Trayectoria
- 2002: Formula Renault Argentina (Crespi-Renault)
- 2003: Subcampeón Formula Renault Argentina (Crespi-Renault)

Formula Súper Renault Argentina (Dallara-Renault)
- 2004: Subcampeón TC Mouras, ex-TC Pista B (Ford Falcon)

Formula Renault Argentina (Crespi-Renault)
Formula Súper Renault Argentina (Dallara-Renault)
- 2005: Turismo Carretera (Ford Falcon)
- 2006: Turismo Carretera (Ford Falcon)

Top Race V6 (Ford Mondeo II)
- 2007: Turismo Carretera (Ford Falcon)

Top Race V6 (Citroën C5 I)
- 2008: Turismo Carretera (Ford Falcon)

Top Race V6 (Mercedes-Benz Clase C)
- 2009: Turismo Carretera, clasificado al Play Off (Ford Falcon)

Top Race V6 (Mercedes-Benz Clase C)
- 2010: Turismo Carretera (Ford Falcon)
- 2011: Turismo Carretera (Ford Falcon)

Top Race V6 (Mercedes-Benz Clase C)
- 2012: Turismo Carretera (Ford Falcon)
- 2013: Turismo Carretera (Ford Falcon)
- 2014: Turismo Carretera (Ford Falcon)
- 2015: Turismo Carretera (Ford Falcon)
- 2016: Turismo Carretera (Torino Cherokee)
- 2017: Turismo Carretera (Torino Cherokee)

Turismo Nacional C3 (Volkswagen Vento)
- 2018: Turismo Carretera (Ford Falcon)